# 奧普洛特尼什契察河

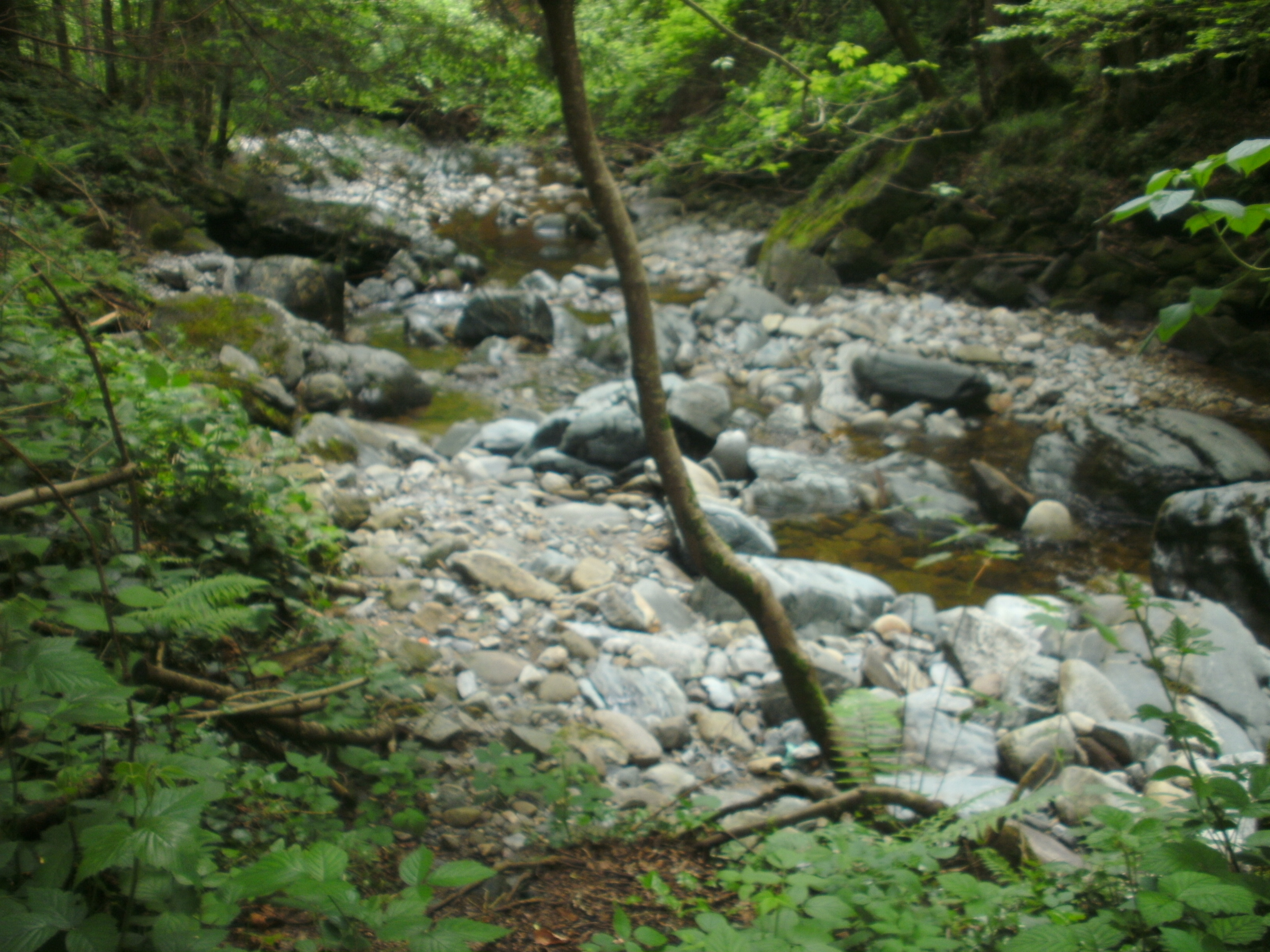

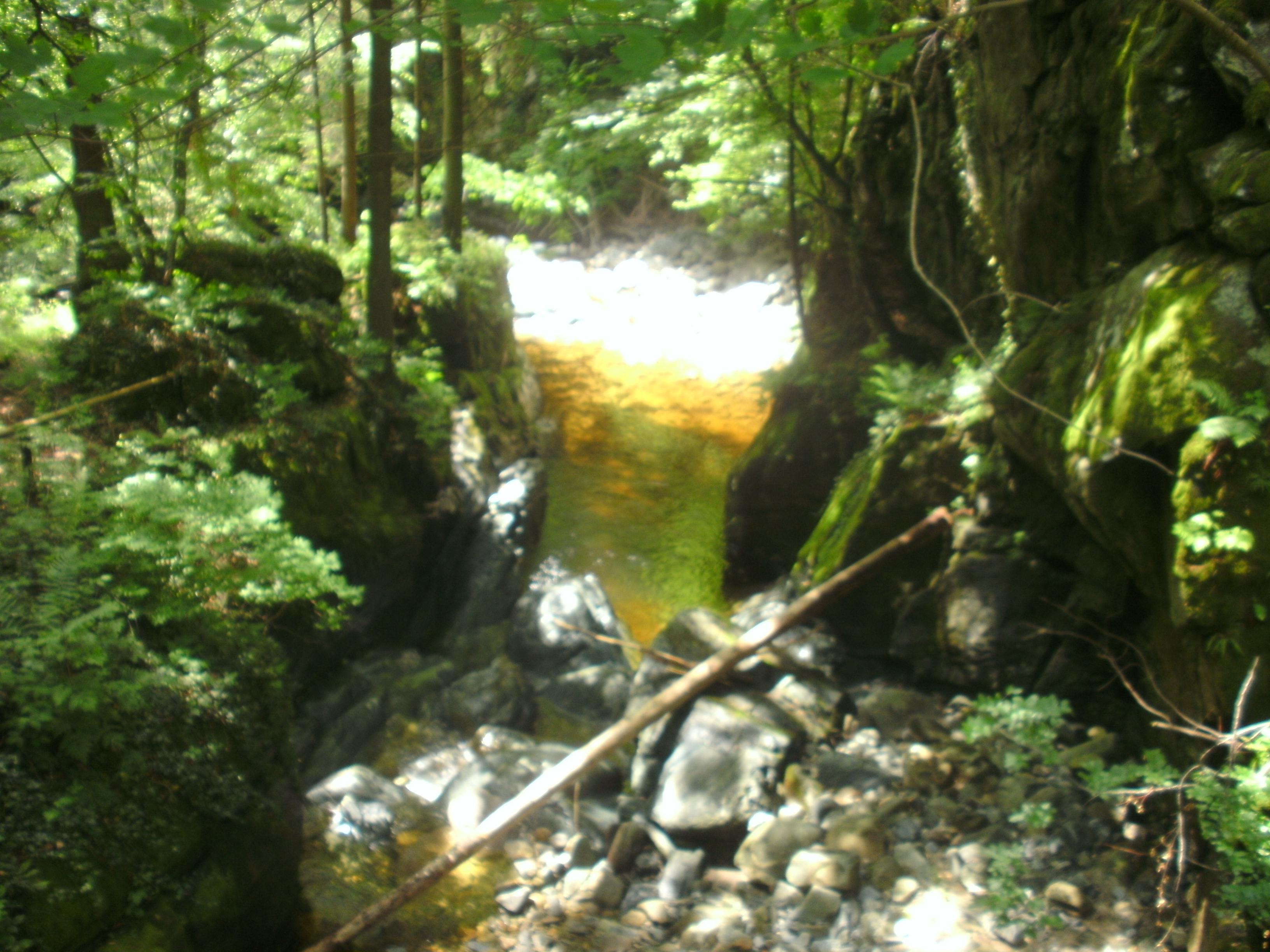

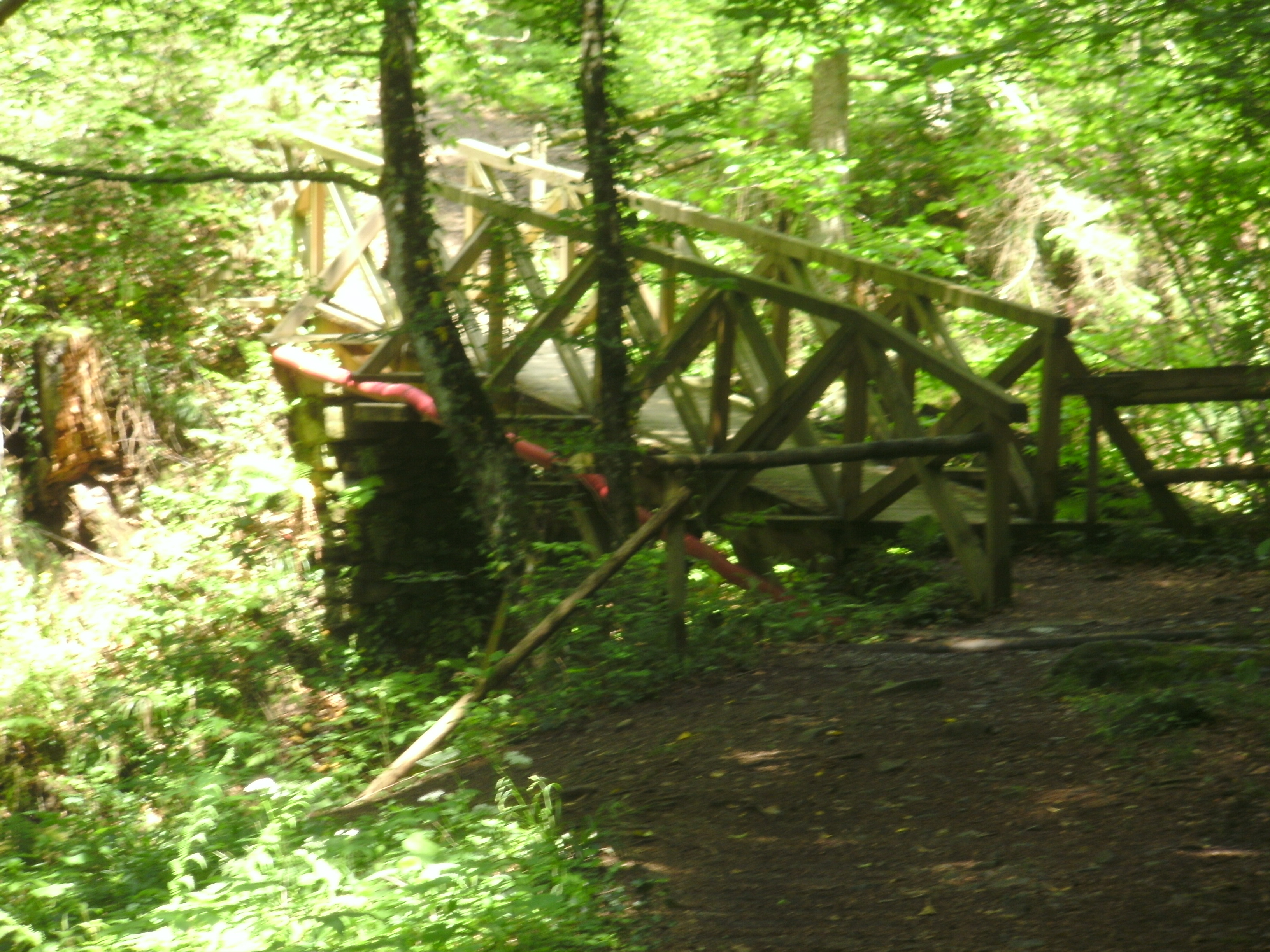

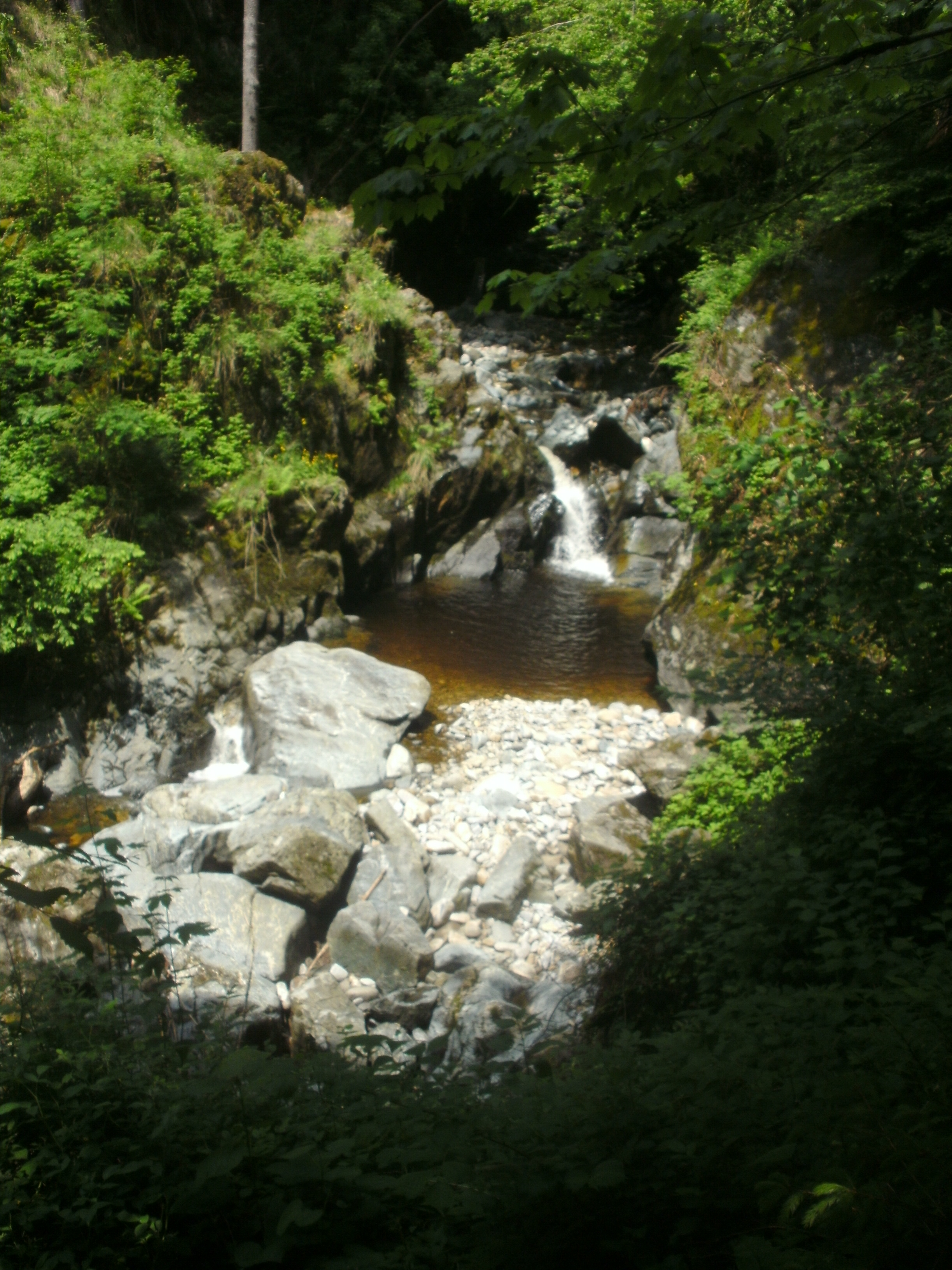

46°19′22″N 15°29′28″E / 46.32278°N 15.49111°E
奧普洛特尼什契察河，是斯洛文尼亞的河流，位於該國東北部，處於下施蒂利亞地區，河道全長28公里，發源自波霍列山脈，最終注入德拉維尼亞河。